# Naveta d'habitació
Una naveta d'habitació, navetiforme o naviforme és un tipus d'habitatge de l'Edat del Bronze que semblava exclusiu de les illes de Mallorca i Menorca, però que en els últims anys, arrel d'excavacions arqueològiques recents, s'ha documentat a l'arxipèlag Pitiús. No s'ha de confondre aquest tipus de naveta amb la naveta d'enterrament, un tipus de construcció exclusiu de Menorca i que, com el seu nom indica, tenia una finalitat funerària.

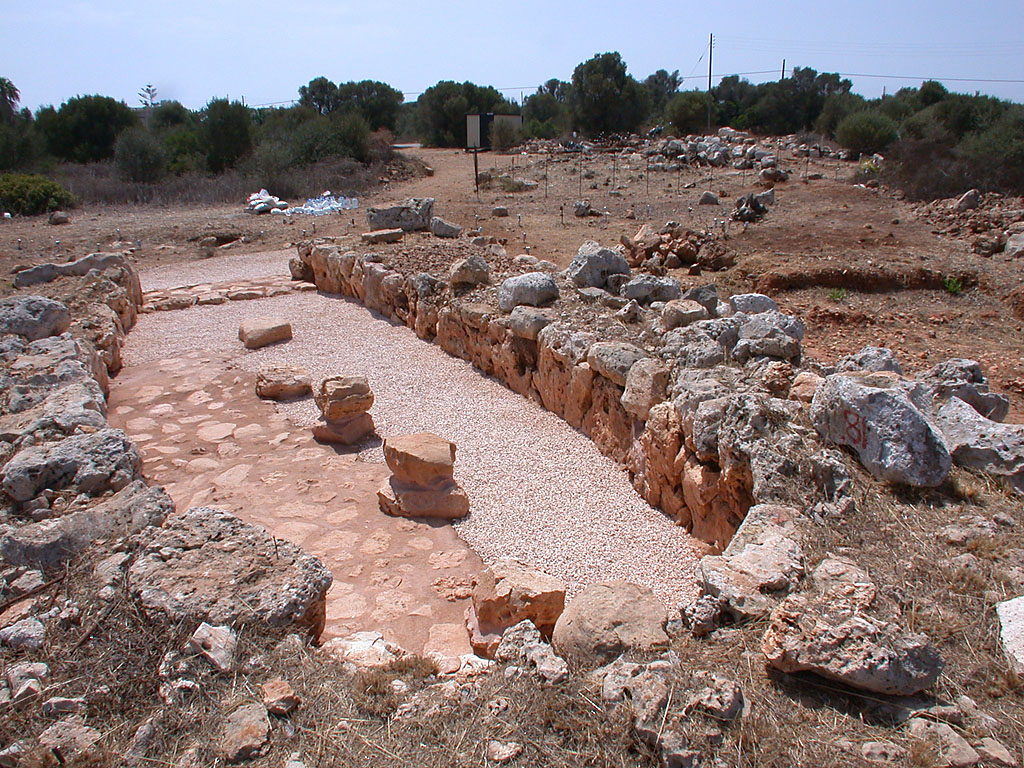
Naveta d'habitació nombre 1 de Closos de Ca'n Gaià (Portocolom, Mallorca)

Les navetes d'habitació són estructures de planta allargada, amb un absis arrodonit i amb l'entrada orientada, generalment, cap al sud. Les seves dimensions són variables: les més grans fan uns vuit metres d'ample per vint de llarg, però n'hi ha (com per exemple les del poblat de Cala Morell, a Menorca) que són la meitat de llargues i amples. Els murs estan construïts mitjançant la tècnica de la pedra en sec, amb pedres de dimensions variables, generalment molt grans a les filades inferiors. Algunes d'aquestes navetes presenten bases de columnes disposades sobre l'eix longitudinal de la construcció. Al poblat de Son Mercer de Baix (Menorca), hi ha una naveta d'habitació amb la coberta conservada, construïda a base de grans lloses de pedra. Malgrat tot, les excavacions arqueològiques en altres navetes demostren que aquest tipus de coberta no era gens habitual. Aquestes construccions estarien cobertes, segurament, amb bigues de fusta i elements vegetals i/o terra premsada. És habitual la presència a l'interior de llars de foc, banquetes i enllosats.
Algunes d'aquestes estructures es troben aïllades, com per exemple la naveta d'Alemany (Mallorca) o la naveta de Cala Blanca (Menorca). D'altres es troben agrupades formant petits nuclis, com a l'Hospitalet Vell o a Closos de Can Gaià (Mallorca). En alguns casos, com al poblat de Cala Morell o a Es Castellet des Pop Mosquer, l'assentament es troba protegit per una murada. És molt habitual que dues o tres navetes s'adossin entre si.

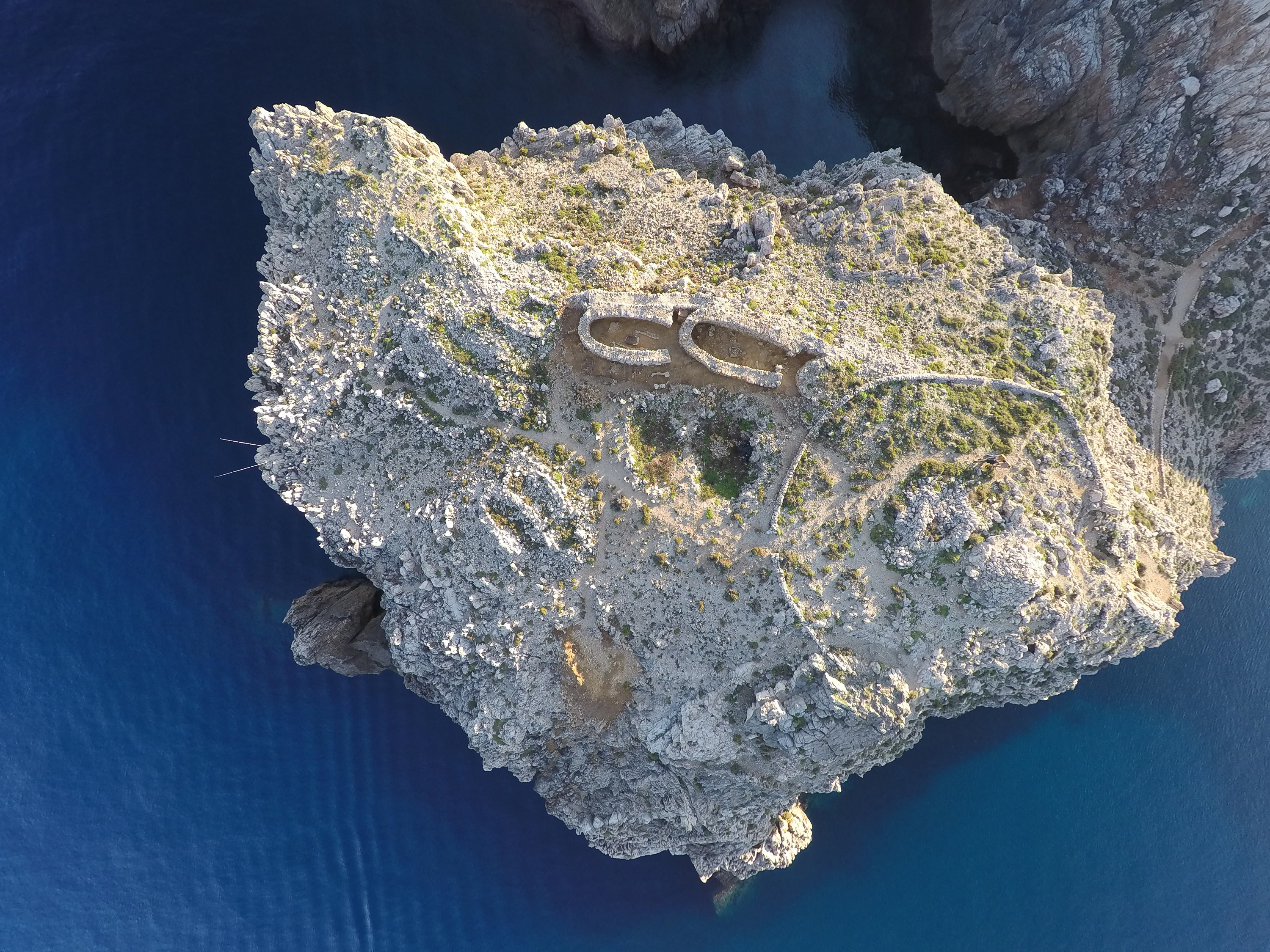
Vista aèria del poblat de navetes d'habitació d'Es Coll de Cala Morell (Ciutadella, Menorca)

## La naveta d'habitació de Menorca
El període en què es construeixen aquestes estructures d'hàbitat és, segurament, el període de la prehistòria en què es detecta una major homogeneïtat cultural en tot l'arxipèlag Balear i Pitiús, factor que sembla perdurar fins al bronze final (1300/1200 aC) quan es comencen a produir canvis significatius entre les dues grans illes.
Tot i aquesta homogeneïtat val la pena remarcar les diferències existents entre els hàbitats naviformes de les quatre illes.

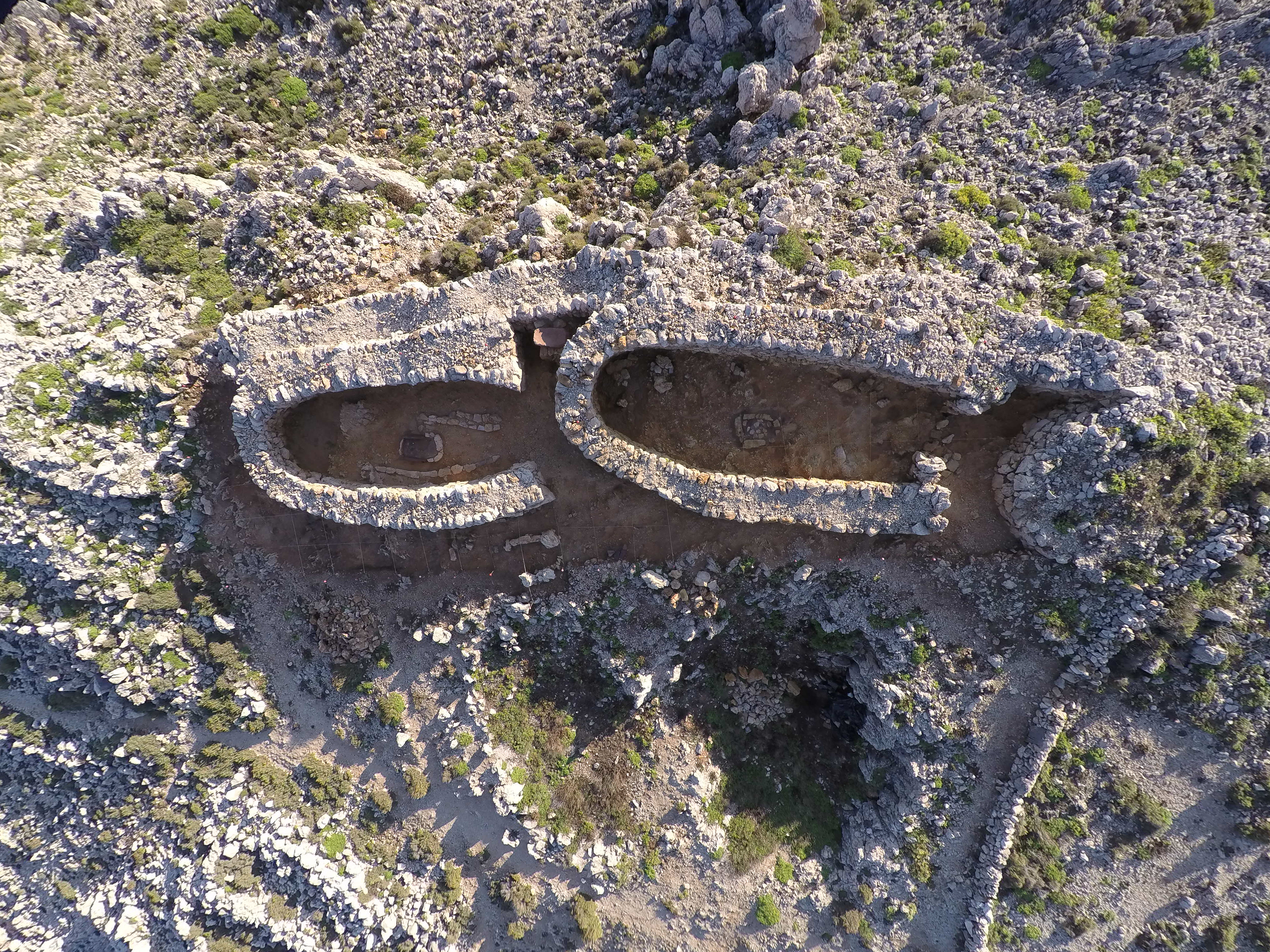
Fotografia aèria de dues navetes d'habitació del poblat d'Es Coll de Cala Morell (Ciutadella, Menorca)

Les navetes d'hàbitat menorquines són edificis construïts amb tècnica ciclòpia, de planta generalment amb forma de ferradura allargada i que presenten unes dimensions variables d'entre 12 i 25 metres de llargària i entre 5 i 7 metres d'amplada, tot i que se'n documenten de més petites. El mur perimetral és de doble parament amb pedres de grans dimensions a la primera filada i de menors dimensions a mesura que s'eleva. El sostre segurament estava format per bigues de fusta i una coberta vegetal i de fang. En general es tracta d'estructures sense compartimentació interna, a diferència d'alguns models mallorquins. Al seu interior es documenten, generalment, una llar de foc situada gairebé al centre i envoltada per dos bancs laterals, un dels dos adossat al mur perimetral. La majoria de naviformes excavats responen al model arquitectònic descrit fins ara, com les de Clariana, Cala Blanca, etc, tot i que ens trobem amb alguna excepció, com la naveta de Son Mercer de Baix, anomenada sa Cova d'es Moro que presenta un seguit de columnes que sostenen un sostre de lloses.
Les excavacions més importants dutes a terme en aquest tipus d'edificis és el projecte que es va iniciar l'any 2011 al Cap costaner de Cala Morell, gràcies al qual s'ha documentat informació força valuosa per a conèixer l'organització d'aquests assentaments i la vida quotidiana dels seus pobladors.

## Candidatura de la Menorca Talaiòtica a patrimoni mundial
Actualment, una selecció de jaciments prehistòrics de Menorca opten a ser declarats patrimoni de la humanitat per la UNESCO, sota el nom de Menorca Talaiòtica. Alguns dels jaciments en qüestió són: Necròpolis de Cala Morell, Naveta des Tudons, Es Castellàs des Caparrot de Forma, Ses Roques Llises, Trepucó, Poblat talaiòtic de Torralba d'en Salort, Cova des Càrritx, Taula de Torrellisar, Hipogeu de Torre del Ram, Hipogeus de Biniai Nou, Monument de na Comerma de sa Garita, Naveta de Biniac Oriental, Navetes de Rafal Rubí, Necròpolis i Es Castellet de Calescoves, Poblat de Son Mercer de Baix, Poblat talaiòtic de Binissafúller, Poblat talaiòtic de Montefí, Sa Cudia Cremada, Poblat talaiòtic de Sa Torreta, Poblat talaiòtic de Sant Agustí, Poblat talaiòtic de Torrellafuda, Poblat talaiòtic de Torretrencada, Sala hipòstila des Galliner de Madona, So na Caçana, Sepulcre de Son Olivaret, Talaiot de Torelló, Talaiot de Trebalúger, Poblat de Cala Morell, Torre d'en Galmés, Cornia Nou